# Euro-Fremdsprachenkorrespondent
Euro-Fremdsprachenkorrespondent ist ein Ausbildungsberuf an Berufsfachschulen in Deutschland.

## Aufgaben
Euro-Fremdsprachenkorrespondenten sind Personen, die schriftlich oder mündlich kaufmännische Vorgänge in mindestens einer Fremdsprache bearbeiten. Ihre Aufgabe ist es, fremdsprachige Texte mit speziell kaufmännischer Ausrichtung fachgerecht, genau und sprachlich ansprechend zu übersetzen oder zu verfassen. Sie schreiben Geschäftsbriefe nach Diktat oder Stichwortsammlung oder setzen Routinekorrespondenz aus gespeicherten Textbausteinen zusammen. Dabei müssen sie allerdings die formalen Vorschriften und Gestaltungspraktiken beachten, die in den Ländern der jeweiligen Adressaten gelten. Sie führen zudem häufig Telefonate in der jeweiligen Fremdsprache und müssen teilweise bei Geschäftsverhandlungen und Besprechungen Dolmetscheraufgaben übernehmen. Grundlage ist, dass sie über Kenntnisse mindestens einer Fremdsprache verfügen, weitere Sprachen sind häufig als Wahlfach möglich. Meist ist die englische Sprache Grundvoraussetzung, außerdem müssen sie kaufmännische Kenntnisse besitzen.

## Ausbildung/Anerkennung
Da die Ausbildung an staatlichen oder staatlich anerkannten Berufsfachschulen durchgeführt wird, gibt es teils je nach Bundesland leichte Abweichungen der konkreten Ausbildungsinhalte und Abschlussbezeichnungen. So werden in Bayern „staatlich geprüfte Fremdsprachenkorrespondenten“ ausgebildet. Im Rahmen der Einführung des europäischen und deutschen Qualifikationsrahmens ist die Ausbildung dem Niveau 4 zugeordnet und damit einer 3–3,5-jährigen betrieblichen Ausbildung gleichgestellt.

## Einsatzgebiete
- Assistenz der Geschäftsleitung oder Projektassistenz in Industrie, Handel und Dienstleistung
- Export-Sachbearbeiter
- Hotels
- Reisebüros
- Fluglinien
- Tätigkeit im internationalen Verkauf oder Einkauf
- Öffentliche Verwaltungen
- Ministerien und EU-Behörden
- internationale Rechtsanwaltskanzleien

Neben der reinen Bürotätigkeit sind auch Einsätze auf Messen oder Firmenpräsentationen möglich.